# Katedra Zmartwychwstania Pańskiego i św. Tomasza Apostoła w Zamościu
Katedra Zmartwychwstania Pańskiego i św. Tomasza Apostoła w Zamościu – zabytkowy renesansowy kościół na Starym Mieście w Zamościu, przy ul. Kolegiackiej 1A, wzniesiony pod koniec XVI w. Znajduje się na trasie Szlaku Renesansu Lubelskiego.

## Historia
Kościół ufundował założyciel miasta, Jan Zamoyski, a autorem jej projektu jest włoski architekt Bernardo Morando, z czym wiąże się jej nawiązanie do kościołów włoskich z XV, XVI wieku. Początkowo była to kolegiata, Zamość podlegał biskupstwu chełmskiemu, dopiero w roku 1992, kiedy utworzono diecezję zamojsko-lubaczowską, podniesiono jej rangę do katedry. Po śmierci jej architekta, na początku XVII wieku, ukończono wewnętrzny wystrój tego kościoła. Konsekracji świątyni dokonano w roku 1637. Znaczną przebudowę przeprowadzono jedynie w okresie zaborów, w latach 1824–1826, pod dowództwem gen. J. Mallet-Malletskiego, który kierował wówczas rozbudową i modernizacją zamojskiej twierdzy. W tym okresie katedra została obniżona, zmieniono m.in. elewację, przez co obecny wygląd zewnętrzny jest bardziej klasycystyczny, zniknęły napisy i herby Zamoyskich, zlikwidowano także niektóre elementy wewnątrz kościoła. W II połowie XIX wieku oraz I połowie wieku XX prowadzono dalsze zmiany i remonty, związane także z licznymi uszkodzeniami.
Podczas VII pielgrzymki do Polski w 1999 wizytę w katedrze złożył papież Jan Paweł II.
Katedra pełni także rolę kościoła parafialnego. W obrębie parafii znajduje się także inny kościół na Starym Mieście – rektoralny kościół św. Katarzyny.
Dzięki dofinansowaniu ze środków unijnych, jakie parafia uzyskała w roku 2010 (w ramach RPO woj. lubelskiego) na projekty obejmujące remont katedry oraz dzwonnicy, przywrócono dawną okazalszą formę świątyni istniejącą od końca XVI do początku XIX w., jaką utraciła później w okresie zaborów. Koszt całkowity projektu wyniósł 26,3 mln zł, z czego 22,3 mln zł sfinansowała Unia Europejska.

## Architektura i wnętrze

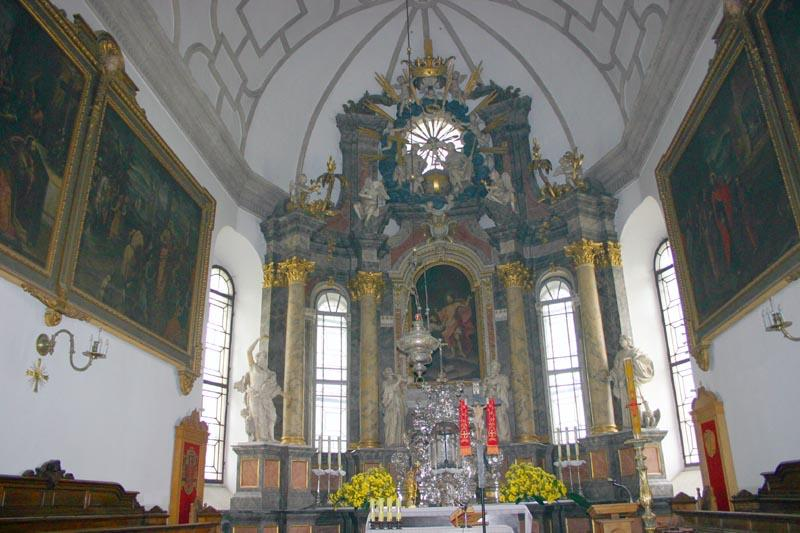
Ołtarz główny

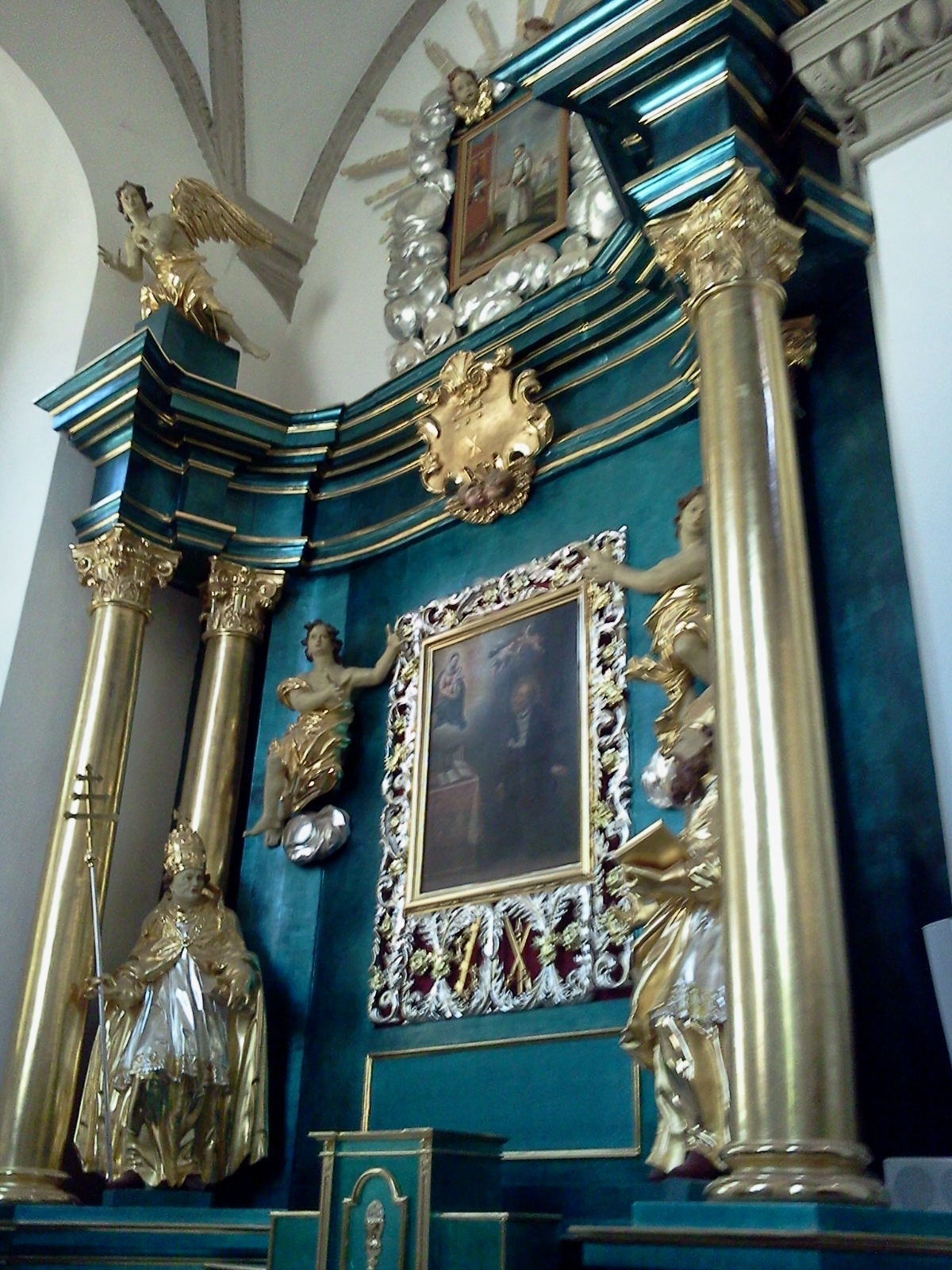
Kaplica Akademicka z obrazem świętego Jana Kantego, patrona Akademii Zamojskiej

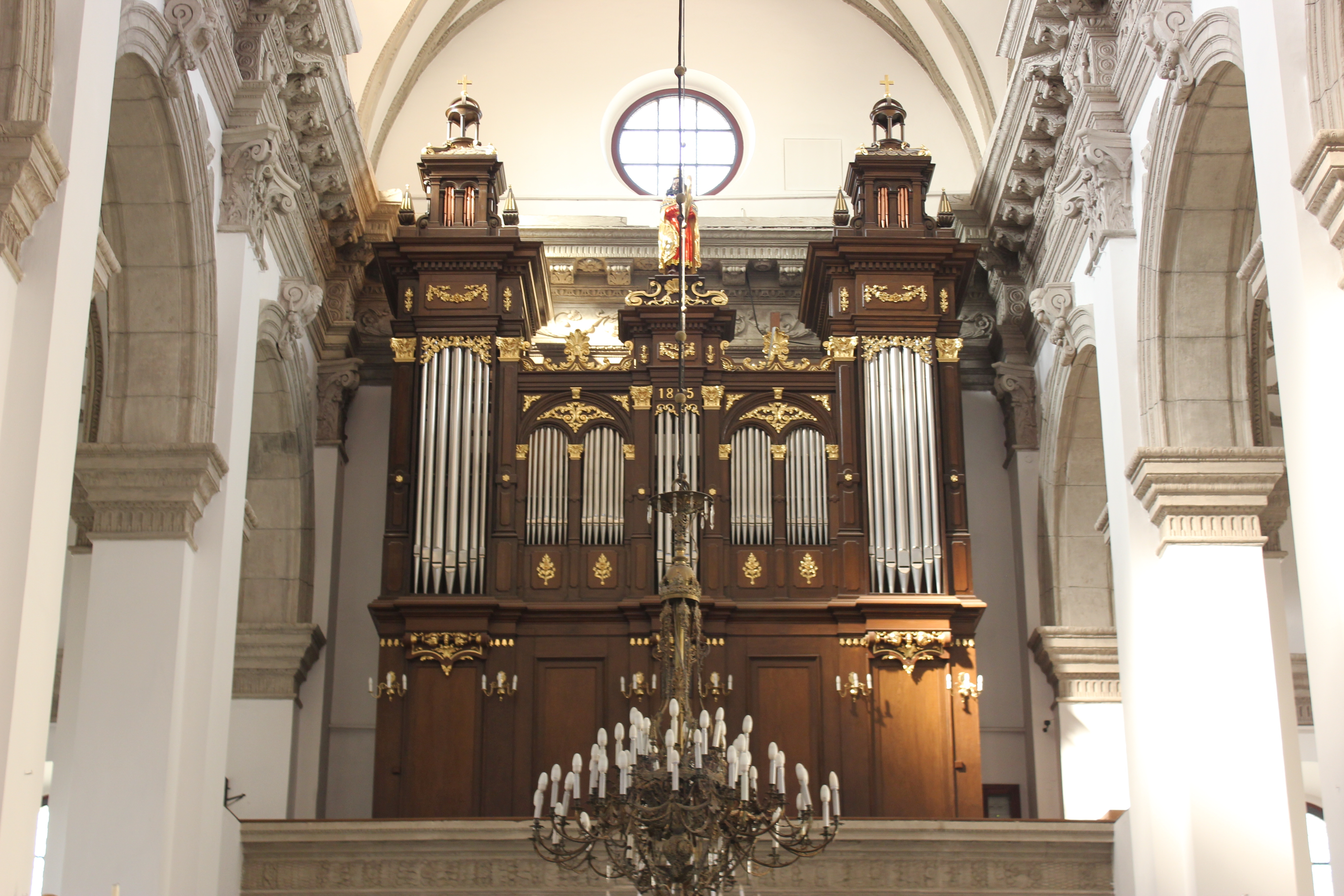
Organy

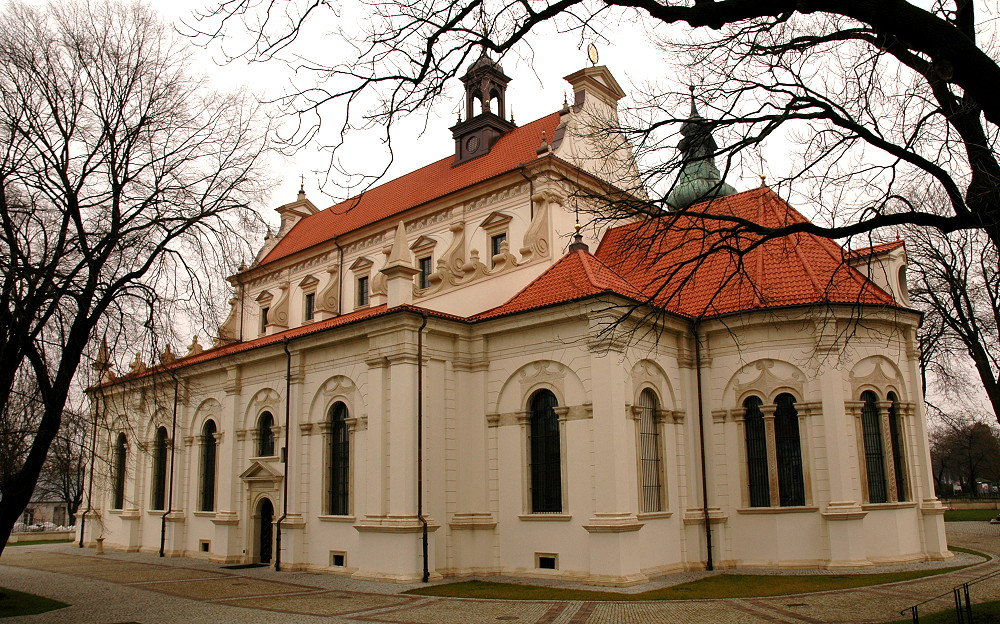
Tył z apsydą

Styl architektoniczny katedry jest związany z tzw. renesansem lubelskim. Jej wymiary, w stosunku 3:2, wynoszą: 45 m długości i 30 m szerokości. Nawiązują one do wymiarów ówczesnego Zamościa i są równe jego 15-krotnemu pomniejszeniu. Jest to katedra o typie bazylikowym, z wyższą nawą główną ze sklepieniami kolebkowymi oraz lunetami, sięgającą 20 m, oraz niższymi nawami bocznymi. Dziś prowadzą do niej 3 wejścia – poza głównym od zachodu, również 2 boczne przez dawne kaplice (od północy i południa).
Obecny, późnobarokowy ołtarz z II połowy XVIII w., zastąpił pierwszy, wczesnobarokowy, który przewieziono do Tarnogrodu. Znajdują się przy nim cztery kolumny, pomiędzy dwiema z nich umieszczony jest główny obraz, przedstawiający Św. Tomasza Apostoła, klękającego przy zmartwychwstałym Jezusie, a na bocznych ścianach prezbiterium 4 inne, ukazujące patrona kościoła. Na ołtarzu stoi srebrne tabernakulum rokokowe z połowy XVIII wieku.
Wewnątrz znajduje się 9 kaplic, po 4 w obu niższych nawach bocznych, oraz jedna przy prezbiterium (po jego prawej stronie). Poszczególne kaplice, bogate w cenne obiekty, ołtarze, obrazy, poświęcone są różnym postaciom i osobom:
Południowa (prawa) nawa boczna:
- kaplica Zamoyskich pw. Przemienienia Pańskiego (Ordynacka) – przy nawie ołtarza; umieszczono tu płytę nagrobną (z czarnego marmuru) Jana Zamoyskiego; poza tym wisi tu obraz przedstawiający Przemienienie Pańskie oraz mniejsze portrety założyciela miasta i jego syna Tomasza oraz nagrobek z rzeźbami XIV ordynata - Tomasza F. Zamoyskiego;

południowa (prawa) nawa boczna:
- kaplica Różańcowa (Bractwa Różańcowego) – kopia obrazu Matki Boskiej Częstochowskiej;
- kaplica Infułacka – obraz Św. Mikołaja Biskupa;
- kaplica Relikwii – barokowy ołtarz z XVII wieku z relikwiarzami (większość rokokowych), obraz św. Marii Magdaleny;
- kaplica Św. Trójcy – zamurowana; mieści się tu biblioteka kościoła.

Północna (lewa) nawa boczna:
- kaplica Akademicka – obraz św. Jana Kantego, patrona Akademii Zamojskiej;
- kaplica Zwiastowania NMP (Bractwa Literackiego) – kopia bardzo cennego obrazu Zwiastowania NMP (z Florencji);
- kaplica Chrystusa Ukrzyżowanego – rzeźby związane z droga krzyżową Jezusa;
- kaplica Matki Bożej Opieki (Łaskawej, Odwachowskiej) – obraz Matki Bożej z Dzieciątkiem; darzonej wielkim kultem przez mieszkańców miasta. Obraz został uroczyście ukoronowany dnia 9 września 2000 roku , przez Prymasa Polski kard. Józefa Glempa [5].

Na ścianie zakrystii, jaka mieści się w zamurowanej kaplicy po lewej stronie głównego ołtarza, wisi inny obraz - Jezusa Miłosiernego.
Pod nawą główną znajdują się krypty z trumnami oraz prochami Zamoyskich. Wejście poniżej jest zamknięte żelaznymi drzwiami z herbami tej rodziny, ułożonymi poziomo w posadzce koło kaplicy Różańcowej. W jednej z krypt spoczywa Jan Zamoyski. Jeszcze do niedawna miejsce to było dostępne do zwiedzania.
Na niektórych z ośmiu wysokich filarów (po 4 po obu stronach nawy głównej) znajdują się epitafia (m.in. Sz. Szymonowica). Słychać tu również 25-głosowe organy, zbudowane w 1896 roku przez lwowskiego organmistrza Jana Śliwińskiego.

## Budynki i obiekty towarzyszące

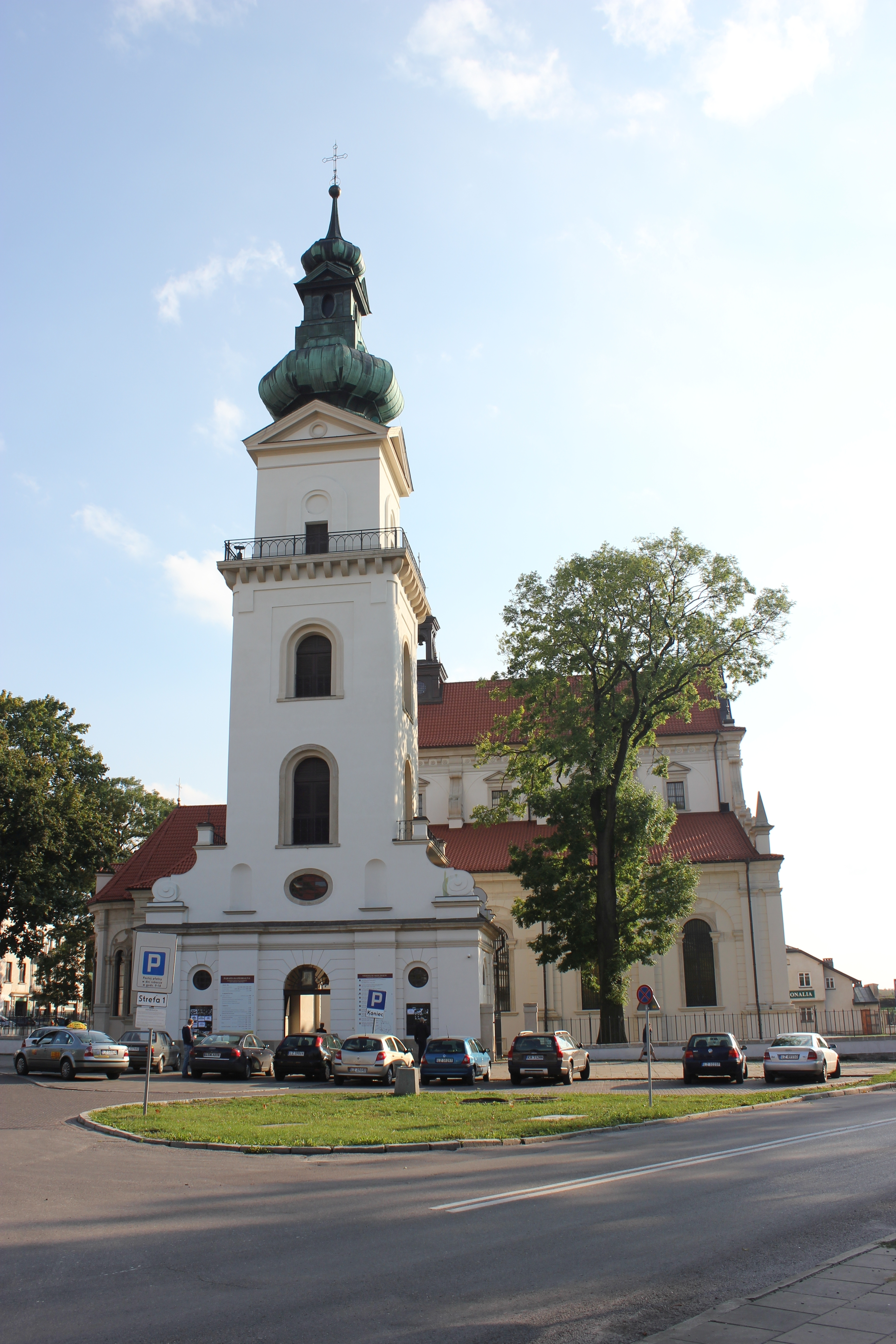
Dzwonnica

Przy katedrze (po jej północnej stronie) wznosi się późnobarokowa dzwonnica, wybudowana w II połowie XVIII wieku; większej przebudowy dokonano w okresie międzywojennym minionego stulecia.
Biją tu trzy dzwony: 
- "Jan", największy z XVII wieku,
- "Wawrzyniec" z XVIII wieku oraz
- "Tomasz" z XVIII wieku.

W sezonie letnim udostępniona jest dla zwiedzających, dzięki czemu stanowi atrakcyjny punkt widokowy na Stare Miasto.
Po południowej stronie katedry pod koniec XVI w. wybudowano Infułatkę, dom dziekanów zamojskich, przebudowaną w I połowie kolejnego stulecia. Do 2017 roku mieściło się tu Muzeum Sakralne Katedry Zamojskiej, jakie w roku 2019 przeniesiono do innego zabytkowego budynku parafii – domu wikariuszy (tzw. „Wikarówka”) po północnej stronie katedry.
W 1988 postawiono tu pierwszy (jeden z dwóch w Zamościu) pomnik Jana Pawła II.